# Vespa affinis
Vespa affinis – gatunek owada z rodziny osowatych (Vespidae), sklasyfikowany przez Karola Linneusza w roku 1764 pod nazwą Apis affinis. Jest szeroko rozprzestrzeniony od Indii na zachodzie, przez Indonezję, po Nową Brytanię i Nową Irlandię na wschodzie i Wyspy Riukiu na północy.
Robotnice osiągają do 25 mm długości, królowa do 30 mm. Głowa zwykle brązowa przechodząca w kolor czerwony lub czarna, odwłok żółto-czarny. W obrębie tego gatunku występują liczne formy barwne.

## Podgatunki
- Vespa affinis alduini Guerin, 1831
- Vespa affinis alticincta Vecht, 1957
- Vespa affinis archiboldi Vecht, 1957
- Vespa affinis continentalis Bequard, 1936
- Vespa affinis hainensis Bequard, 1936
- Vespa affinis indosinensis Perkins, 1910
- Vespa affinis moluccana Vecht, 1957
- Vespa affinis nigriventris Vecht, 1957
- Vespa affinis picea Buysson, 1905
- Vespa affinis rufonigrans Vecht, 1957